# Павленко Юрій Олексійович
Ю́рій Олексі́йович Павле́нко (нар. 20 березня 1975, Київ, УРСР) — український політик, державний діяч, Уповноважений Президента України з прав дитини (з 11 серпня 2011 до 24 лютого 2014), колишній Міністр України у справах сім'ї, молоді та спорту (з 7 лютого 2005 року до 29 листопада 2006 року, з 18 грудня 2007 до 3 березня 2010); голова Житомирської обласної державної адміністрації (27 грудня 2006 до 23 жовтня 2007 року), член Ради національної безпеки і оборони України (2007 рік). Народний депутат України IV, V, VI, VIII, IX скликань від партії ОПЗЖ.

## Життєпис
Українець. Народився в м. Київ. Мати родом із Житомирської області, а батько — із Чернігівської, познайомилися під час навчання у Прилуцькому меліоративному технікумі.
Одружений, дружина — Юлія Вікторівна Павленко (Євсеєва), 1979 р.н. Удвох мають 3 синів. Є молодшим двоюрідним братом української співачки Марії Бурмаки.

## Освіта
- ЗОШ № 115, Київ (1982—1991)
- Український Гуманітарний ліцей Київського Національного Університету імені Тараса Шевченка зі срібною медаллю (1991—1992)
- Київський національний університет імені Тараса Шевченка (1992⁣ — ⁣1997), диплом з відзнакою за спеціальністю «Історія», історик, викладач історії;
- Українська академія державного управління при Президентові України (1997⁣ — ⁣1999), магістр державного управління;
- Національний юридичний університет імені Ярослава Мудрого (2010⁣ — ⁣2014), диплом з відзнакою за спеціальністю «Правознавство», юрист;
- Кандидат філософських наук (2010 рік).

Володіє англійською мовою.

## Кар'єра
- 1991—1994 рр. — участь в молодіжних громадських організаціях та об'єднаннях;
- 1994—1996 рр. — кореспондент інформаційного відділу Української республіканської партії.
- в червні 1994 р. — обраний депутатом Харківської райради народних депутатів м. Києва.
- 1995—1997 рр. — журналіст, коментатор, ведучий на студії «TV-Табачук».
- березень 1998 р. — кандидат у народні депутати України, виборчий округ № 144, Полтавської обл. На час виборів: слухач Академії державного управління при Президентові України.
- березень 1998 р. — кандидат у народні депутати України від Християнсько-демократичної партії України, № 25 в списку.
- 1998—2001 рр. — директор ТОВ «Євро віжн плюс»; спеціаліст зі зв'язків з громадськістю, ВАТ "ПБК «Славутич», керівник проєктів РІА «KAS».
- 1999—2002 рр. — голова політичної партії «Організації політичного розвитку — Молодіжна партія України» (з 2000 р. — Молодіжна партія України).
- 14 травня 2002 — 3 березня 2005 рр. — народний депутат України IV скликання.
- 7 лютого 2005 — 29 листопада 2006 рр. — Міністр України у справах сім'ї, молоді та спорту.
- 25 травня — 12 вересня 2006 р. — народний депутат України V скликання.
- грудень 2006  — радник Президента України Віктора Ющенка.
- 27 грудня 2006 — 23 жовтня 2007 рр. — голова Житомирської обласної державної адміністрації.
- 23 листопада 2007 — 19 грудня 2007 рр. — народний депутат України VI скликання.
- 20 грудня 2007 — 11 березня 2010 рр. — міністр України у справах сім'ї, молоді та спорту.
- 2 серпня 2010 — 10 серпня 2011 рр. — Голова Ради експертів з розвитку місцевого самоврядування, ГО «Інститут соціально-економічного розвитку».
- 11 серпня 2011 р. — 24 лютого 2014 р. — Уповноважений Президента України з прав дитини.
- Березень 2014 до листопада 2014 — керівник Центру захисту прав дитини, ГО «Служба захисту дітей».
- Листопад 2014 р. — серпень 2019 р. — Народний депутат України VIII скликання.
- З серпня 2019 р. Народний депутат України IX скликання.
- Державний службовець 1-го рангу (12.2006).

## Громадська діяльність
- Віцепрезидент Міжнародної асоціації зовнішньої політики (1996–97 рр.).
- Голова Спілки християнсько-демократичної молоді України (1995–99 рр.).
- Голова Організації політичного розвитку — Молодіжна партія України (з 2000 — Молодіжна партія України) (04.1999–03.2005 рр.). У 2002 році Молодіжна партія України була серед засновників Блоку Віктора Ющенка «Наша Україна» (за результатами виборів до ВРУ Блок Віктора Ющенка набрав 23,57 % голосів), член політради партії «НС-НУ».
- Голова Всеукраїнської молодіжної громадської організації «Молодіжний Союз Наша Україна» (10.2005–11.2006 рр.);
- Представник України у Виконавчій раді Дитячого фонду ООН (ЮНІСЕФ) (з 06.2005–08 рр.);
- Голова спостережної ради Державного фонду сприяння молодіжному житловому будівництву (2006–10 рр.).
- З 2015 року до 2018 року — голова Житомирської обласної організації Опозиційний блок. На місцевих виборах 2015 року очолив список кандидатів до Житомирської обласної ради
- З 2018 — голова житомирської обласної організації «ОПЗЖ».
- Асоційований продюсер документального фільму «Будинок Слово» (2017 року «Будинок Слово» визнаний найкращим документальним фільмом в Україні)
- Ініціатор соціального проєкту «Діти неоголошеної війни» (з 2014 року)

## Професійна діяльність

### Верховна Рада України
Ініціював до подання у Верховній раді України законопроєкти з забезпечення працевлаштування молоді, умов соціального захисту дітей-сиріт та дітей, позбавлених батьківського піклування, державної підтримки Міжнародного дитячого центру «Артек» та «Молода Гвардія».
Виступив із законодавчими ініціативами щодо прийняття Національної програми забезпечення молоді житлом на 2002—2012 роки, започаткування Премії Верховної Ради України за внесок молоді у становлення демократичної, соціальної, правової держави. Став ініціатором законопроєкту «Про внесення змін до деяких законодавчих актів України (щодо усиновлення дітей-сиріт та дітей, позбавлених батьківського піклування)» та "Про внесення змін до Закону України «Про державну допомогу сім'ям з дітьми» (щодо розміру допомоги на дітей, які перебувають під опікою чи піклуванням).
У грудні 2014 року, у перші дні після набуття повноважень народного депутата Верховної Ради VIII скликання, зареєстрував законопроєкти з питань захисту прав дітей, які постраждали внаслідок збройного конфлікту та військових дій. З 2014 року запровадив і реалізує проєкт «Діти неоголошеної війни».
У січні 2016 року внесено зміни до Закону України «Про охорону дитинства» і запроваджено, за поданням народного депутата Ю. Павленка, нову соціальну групу дітей та окремий соціальний статус «діти, які постраждали внаслідок збройного конфлікту і військових дій»,  також  додано статтю 30-прим «Захист дітей, які перебувають у зоні воєнних дій і збройних конфліктів, та дітей, які постраждали внаслідок воєнних дій і збройних конфліктів».
У співпраці з  громадськими діячами та громадськими організаціями  здійснює моніторинг діяльності центральних та місцевих органів виконавчої лади з питань захисту прав дітей, які постраждали внаслідок збройного конфлікту і військових дій. Ініціював і домігся від Кабінету Міністрів України спрощення процедури визнання державою дітей постраждалими від війни та надання  таким дітям статусу постраждалих від психологічного насильства. На кінець 2019 року, внаслідок парламентського контролю, такими визнано вже 37 тисяч дітей.
У квітні 2017 року вносить проєкт постанови Верховної Ради України про звільнення Міністра соціальної політики за порушення Конституції України, систематичне невиконання службових обов'язків, порушення вимог чинного законодавства щодо забезпечення прав та інтересів дітей, які постраждали внаслідок воєнних дій та збройного конфлікту, дітей-сиріт та дітей, позбавлених батьківського піклування.
Протягом 2015—2019 років направляє 298 депутатських запитів до центральних та місцевих органів виконавчої влади з питань  захисту, забезпечення прав та інтересів дітей, які постраждали внаслідок воєнних дій та збройного конфлікту, дітей-сиріт та дітей, позбавлених батьківського піклування, розвитку сімейних форм влаштування, запровадження інклюзивної освіти і правосуддя дружнього до дитини, дотримання прав дитини у процесах децентралізації влади.
Був співавтором законів України про Суспільне ТБ та радіо щодо частки пісень українською мовою, щодо підтримки українського кінематографа, про захист інформаційного простору в зоні АТО, низки законів, що стосуються захисту прав дитини, сім'ї, зокрема протидії насильству.

### Міністр України у справах сім'ї, молоді та спорту
У лютому 2005 року Павленко призначений Міністром сім'ї, дітей та молоді. На цю ж посаду був призначений і в грудні 2007-го, продовживши розпочаті в 2005 році реформи, займав її до березня 2010 року.
Ключові реформи, запроваджені за час керівництва Юрієм Павленком Міністерством, стосувалися всіх напрямків роботи відомства. Це початок реформи інтернатних закладів та розвитку сімейних форм виховання дітей-сиріт та дітей, позбавлених батьківського піклування; подолання дитячої безпритульності, створення європейської моделі захисту прав дитини, введення відповідного правового поля. Проведення в 2006 Року захисту прав дитини, а в 2008 році Року підтримки національного усиновлення та інших форм сімейного виховання дало значні результати. З 2005 р до 2010 р вдвічі збільшилися річні показники усиновлення громадянами України дітей-сиріт та дітей, позбавлених батьківського піклування. Протягом 2009 року українці усиновили понад 2 300 дітей — найбільше за всю історію незалежної України. Протягом п'яти років суттєво збільшилася кількість дітей-сиріт, взятих під опіку, в 15 разів зросла кількість влаштування дітей в названі сім'ї та дитячі будинки сімейного типу. Для порівняння: в 2004 році в ці форми сімейного виховання влаштовувалася лише 121 дитина, в 2009 році — вже 1 895 дітей-сиріт та дітей, позбавлених батьківського піклування.
З прийняттям у 2009 році Закону України про оздоровлення, почалася реформа системи оздоровлення та відпочинку українських дітей. Реформа передбачає врегулювання та стандартизацію послуг у всіх оздоровчих закладах країни, створення Державного реєстру оздоровчих установ. Прийняті закони про державну підтримку двох головних оздоровниць країни — МДЦ «Артек» та УДЦ «Молода гвардія».

### Голова Житомирської ОДА
Протягом 2007 року, під час керівництва Житомирською ОДА, були створені основні умови для успішного розвитку регіону: за темпами соціально-економічного розвитку Житомирська область протягом вказаного періоду з 20 місця серед регіонів України піднялася на 8 позицію.

### Уповноважений Президента України з прав дитини
Протягом 2008—2011 року з командою однодумців  опрацював ідею і  нормативну базу для запровадження в Україні інституту Уповноваженого з прав дитини, що відповідало рекомендаціям Комітету ООН з прав дитини Україні. 11 серпня 2011 року призначений на новостворену в Україні посаду Уповноваженого Президента України з прав дитини.
Постійні зустрічі з дітьми, як формальні, так і неформальні, були надійним каналом отримання інформації безпосередньо від дітей щодо проблем, які їх хвилюють, обговорення тих чи інших пропозиції, думок та ідей. У квітні 2012 року було проведено опитування дітей віком 10–17 років, батьків, що мають дітей віком до 18 років, та експертів, що працюють із дітьми. Дослідження «Права дітей в Україні: реалії та виклики після 20 років незалежності» на замовлення Уповноваженого Президента України з прав дитини, провів Український інститут соціальних досліджень імені Олександра Яременка за технічної підтримки БФ «Розвиток України» та Представництва Дитячого фонду ООН (ЮНІСЕФ) в Україні.
Підсумки роботи першого Уповноваженого Президента України з прав дитини Юрія Павленка щорічно оприлюднювали.

## Державні нагороди
- Орден «За заслуги» III ст. (26 червня 2008)[15]
- Заслужений працівник фізичної культури і спорту України (13 жовтня 2008) — за забезпечення високих спортивних результатів та успішний виступ національних збірних команд України на XXIX літніх Олімпійських іграх і XIII літніх Паралімпійських іграх у Пекіні[16]
- Нагороджений Орденом Честі у квітні 2006 р. (Грузія).

## Скандали
22 липня 2025 року голосував за закон України 12414 який був ухвалений з порушенням Регламенту Верховної Ради України та підпорядкував НАБУ та САП Генеральному прокурору і викликав масові протести.